# Kurt Kuhnke
Kurt Kuhnke (Stettin, 30 april 1910 - Braunschweig, 8 februari 1969) was een Formule 1-coureur uit Duitsland. Hij reed zijn thuis-Grand Prix in 1963 voor het team (BKL) Lotus (Borgward Kuhnke Lotus), maar scoorde hierin geen punten.